# Markéta Wernerová
Markéta Wernerová (* 2. srpna 1983 Karlovy Vary) je česká politička, v letech 2013 až 2017 poslankyně Poslanecké sněmovny PČR, v letech 2012 až 2020 zastupitelka Karlovarského kraje, v letech 2006 až 2014 zastupitelka města Karlovy Vary, členka ČSSD.

## Život
Působí jako jednatelka ve společnosti Karlovarské bahenní lázně. Je svobodná.

## Politické působení
V sedmnácti letech se stala členkou Mladých sociálních demokratů. V roce 2002, když jí bylo 19 let, kandidovala v komunálních volbách jako nestraník za ČSSD do Zastupitelstva města Karlovy Vary, ale neuspěla. Do zastupitelstva se dostala až v komunálních volbách v roce 2006, kdy už kandidovala jako členka ČSSD, mandát obhájila v komunálních volbách v roce 2010. Ve volbách v roce 2014 opět kandidovala za ČSSD, ale neuspěla.
Do vyšší politiky se pokoušela vstoupit, když kandidovala v krajských volbách v roce 2008 za ČSSD do Zastupitelstva Karlovarského kraje, ale neuspěla. Mandátu krajské zastupitelky tak dosáhla až v krajských volbách v roce 2012. Ve volbách v roce 2016 post obhájila. Ve volbách v roce 2020 již nekandidovala.
Ve volbách do Poslanecké sněmovny PČR v roce 2013 kandidovala ze druhého místa kandidátky za ČSSD v Karlovarském kraji a byla zvolena. Ve volbách do Poslanecké sněmovny PČR v roce 2017 byla lídryní ČSSD v Karlovarském kraji. Mandát se jí ale nepodařilo obhájit.
Ve volbách do Evropského parlamentu v květnu 2019 kandidovala na 24. místě kandidátky ČSSD, ale nebyla zvolena.